# 凱佩茲 (恰納卡萊省)
凱佩茲（土耳其語：Kepez）是土耳其的城鎮，位於該國西北部，由恰納卡萊省負責管轄，距離首府恰納卡萊約3公里，主要經濟活動有農業，2010年人口11,744。